# Guerra sovietico-giapponese (1945)
La guerra sovietico-giapponese (in russo Советско-японская война, in giapponese 蘇日戰爭) fu il conflitto combattuto tra Unione Sovietica e Impero giapponese tra l'8 agosto e il 2 settembre 1945 durante la seconda guerra mondiale. Esso ebbe inizio con la dichiarazione di guerra da parte dell'Unione Sovietica l'8 agosto 1945 ed ebbe termine con la resa del Giappone alle forze alleate il 2 settembre dello stesso anno. L'attacco sovietico avvenne quando mancavano circa otto mesi alla scadenza del patto nippo-sovietico di non aggressione.
L'intervento sovietico in Estremo Oriente era stato sollecitato fin dal 1942 dalle potenze anglosassoni che avevano ritenuto che un'offensiva dell'Armata Rossa contro il grande esercito giapponese schierato in Manciuria fosse importante per accelerare la disfatta nipponica. L'offensiva sovietica, sferrata con grandi forze meccanizzate e motorizzate, raggiunse in pochi giorni notevoli successi e si concluse con la disfatta completa dell'armata giapponese del Kwantung e con l'occupazione della Manciuria, di parte della Corea e di alcune isole nipponiche. La vittoria sovietica contribuì alla sconfitta finale del Giappone e alla sua decisione di arrendersi incondizionatamente.

## Antefatti

### La situazione tra i due paesi nel periodo prebellico
Il Giappone aveva manifestato la sua forte ostilità verso il nuovo stato bolscevico fin dal 1918; l'esercito giapponese aveva partecipato con grandi forze all'intervento delle grandi potenze vincitrici della prima guerra mondiale contro i comunisti sovietici e aveva mantenuto l'occupazione di vasti territori dell'Estremo Oriente fino ai primi anni venti. Dopo la nascita e il consolidamento dell'Unione Sovietica la tensione tra le due potenze era rimasta alta; la minaccia giapponese era aumentata con la ripresa dell'espansionismo nipponico incominciata nel 1931 con l'occupazione della Manciuria. Negli anni trenta le cospicue forze militari ammassate dalle due potenze nell'Estremo Oriente sovietico, Mongolia e Manciuria ingaggiarono frequenti battaglie e scontri minori. L'ostilità crebbe dopo l'inizio dell'invasione giapponese della Cina nel 1937; l'Unione Sovietica diede appoggio politico e militare ai cinesi che erano supportati anche dalle potenze anglosassoni.
Mentre crescevano le minacce di un nuovo conflitto globale a causa dell'espansionismo della Germania nazista in Europa, l'Unione Sovietica dovette impegnarsi a contrastare anche l'aggressività del Giappone in Asia; nell'estate 1938 il maresciallo Vasilij Bljucher inflisse una dura sconfitta all'esercito giapponese nella battaglia del lago Chasan. L'anno successivo, nell'estate 1939, in contemporanea con lo scoppio della guerra in Europa, l'Armata Rossa e l'Armata del Kwantung combatterono per alcuni mesi sul confine della Mongolia; il cosiddetto incidente di Nomonhan, noto anche come battaglia di Khalkhin Gol, vide impegnati anche carri armati e aerei e si concluse con una netta vittoria dell'esercito sovietico guidato dal generale Georgij Žukov. I giapponesi, non sostenuti dalla Germania che aveva appena concluso con l'Unione Sovietica un patto di non aggressione, dovettero sospendere le loro infiltrazioni e divennero consapevoli della superiorità tecnica dell'avversario sovietico.

### I tentativi di negoziato del Giappone
Nel gennaio del 1945 le sorti della guerra per il Giappone apparivano irrimediabilmente segnate e l'imperatore Hirohito, in accordo con il fratello, il principe Yasuhito Chichibu, incominciò a considerare la possibilità dell'avvio di trattative per la pace ma il ministro degli esteri Kōki Hirota espresse l'opinione che anche gli Stati Uniti d'America fossero allo stremo delle forze e il generale Hideki Tōjō dimostrò ottimismo sul prosieguo della guerra; questi in particolare sostenne con l'Imperatore che non bisognava preoccuparsi dell'Unione Sovietica, in quanto impegnata totalmente contro la Germania.
Diversa opinione venne espressa dal principe Fumimaro Konoe, il quale ammise che la guerra era ormai perduta, ma considerò come pericolo principale la possibilità di un colpo di Stato comunista nel paese, mentre il Primo ministro, l'ammiraglio Kantarō Suzuki, propose di avviare trattative di pace con la mediazione dell'Unione Sovietica, sfruttando la posizione di neutralità che il Giappone aveva mantenuto con il paese per tutta la durata della guerra. Le trattative incominciarono a cavallo tra maggio e giugno, nello stesso periodo nel quale i capi di stato maggiore alleati approvarono le direttive per l'operazione Olympic, il piano di invasione del territorio metropolitano giapponese che avrebbe dovuto prendere il via il 1º novembre.

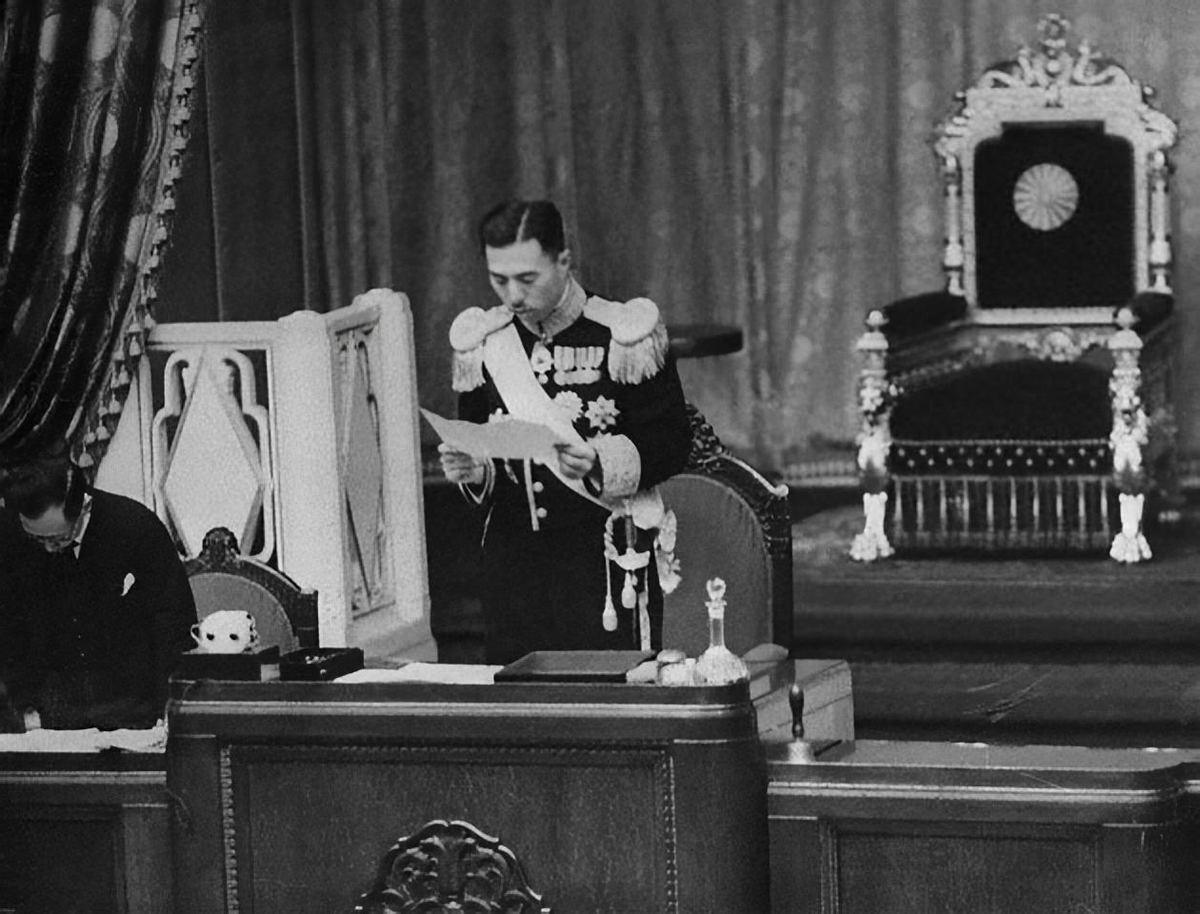
Il principe Fumimaro Konoe, incaricato dal Consiglio supremo per la direzione della guerra di condurre le trattative di pace con l'Unione Sovietica

I primi contatti avvennero tra Hirota e l'ambasciatore sovietico a Tokyo Jakov Malik ma si conclusero in un nulla di fatto e lo stesso Stalin in precedenza, con decisione resa pubblica il 5 aprile, aveva annunciato la sua intenzione di non rinnovare il patto di non aggressione con il Giappone, patto che tuttavia avrebbe dovuto in ogni caso estinguersi il 5 aprile 1946, in quanto le clausole ivi inserite prevedevano il preavviso di almeno un anno per poter incominciare qualunque azione ostile verso l'altro paese. Il 20 giugno Hirohito convocò i 6 membri del suo "Consiglio supremo per la direzione della guerra" per porre termine al conflitto nel tempo più breve possibile ma se su questo tutti concordarono, si videro disposti ad accettare la resa incondizionata proposta dagli Alleati solamente il Primo ministro, il Ministro degli esteri e il Ministro della marina, mentre il ministro dell'esercito e i capi di stato maggiore sostennero la necessità di protrarre il conflitto il più a lungo possibile, allo scopo di strappare agli Alleati condizioni più favorevoli.
Il Consiglio decise quindi di inviare Konoe a Mosca, il quale ricevette segretamente da Hirohito istruzioni sull'ottenimento della pace a qualsiasi costo, e questi notificò ufficialmente il 13 luglio, giorno della dichiarazione di guerra dell'Italia al Giappone, il desiderio di pace dell'Imperatore ai sovietici; Stalin ricevette la notizia mentre si trovava in viaggio per recarsi alla conferenza di Potsdam e fece rispondere che la proposta non era sufficientemente chiara per essere presa in considerazione, ma ne informò comunque il primo ministro del Regno Unito Winston Churchill, il quale riferì al presidente degli Stati Uniti Harry Truman, suggerendo di considerare la possibilità di modificare la richiesta di resa incondizionata.
Un ulteriore tentativo fu compiuto due settimane dopo ma la risposta del dittatore sovietico fu identica alla precedente e, analogamente a quanto avvenuto in precedenza, ne informò sia il nuovo primo ministro britannico Clement Attlee sia Truman, il quale tuttavia era già al corrente dell'intenzione del Giappone di porre termine alla guerra grazie alle intercettazioni del servizio segreto militare statunitense, rimanendo comunque deciso a utilizzare la bomba atomica. L'8 agosto, tra il primo e il secondo dei due bombardamenti atomici di Hiroshima e Nagasaki, il ministro degli esteri sovietico Vjačeslav Michajlovič Molotov convocò l'ambasciatore nipponico Naotake Satō per comunicargli lo stato di guerra tra Unione Sovietica e Giappone, motivandolo con il rifiuto giapponese all'ultimatum di Potsdam e la conseguente necessità dell'intervento per abbreviare le sofferenze del popolo giapponese.

### Le prospettive di Stalin
I propositi di pace, espressi a più riprese dall'Imperatore dall'inizio del 1945, non furono accolti da Stalin, che intendeva scendere in campo contro il Giappone prima del termine della guerra allo scopo di assicurare all'Unione Sovietica una posizione di preminenza nello scacchiere dell'Estremo Oriente, e a conferma di questo egli non fece parola con Washington e Londra in merito ai primi contatti avvenuti tra i due paesi, mentre a Potsdam informò gli Alleati della proposta di Tokyo di indurre l'Unione Sovietica a essere mediatrice nelle trattative per porre termine alla guerra. Tale atteggiamento era da ricercarsi nella convenienza per Stalin di un Giappone sconfitto senza condizioni, piuttosto che il crearsi di una situazione che avrebbe potuto portare in tempi brevi a una sua alleanza con gli Stati Uniti; tale timore era velatamente emerso durante la conferenza di Potsdam, dove egli espresse chiaramente l'intenzione, contrastata dagli Stati Uniti, di partecipare all'occupazione del Giappone.

## Le forze in campo

### Unione Sovietica
L'Armata Rossa schierò per l'attacco contro i giapponesi 1 558 000 uomini, suddivisi in tre gruppi di armate, dotati di circa 26 000 cannoni e mortai, 5 500 tra carri armati e cannoni semoventi e 3 900 aerei tra caccia e bombardieri.

### Giappone
Le forze giapponesi presenti nella zona di operazioni erano rappresentate dall'Armata del Kwantung che, al momento dell'attacco sovietico, disponeva di circa 700 000 effettivi. Parte di questi uomini erano inquadrati in quattro reggimenti carri, di cui due creati solamente quattro giorni prima dell'offensiva sovietica.

## Terreno
Il teatro di operazioni sul quale era previsto l'attacco verso le forze giapponesi oltre la frontiera della Manciuria faceva parte delle regioni di Chabarovsk e di Zabajkal'e e il terreno era costituito da una pianura lunga circa 2 000 chilometri che, partendo da Blagoveščensk, giungeva fino a Port Arthur. Il terreno era delimitato a settentrione dal fiume Amur e dalle montagne del Khingan e a oriente dal fiume Ussuri e dalla catena montuosa di Kunlun.

## Piani operativi
Le forze dell'Armata Rossa incaricate dell'offensiva di terra verso la Manciuria occupata dalle forze nipponiche furono poste al comando del maresciallo Aleksandr Michajlovič Vasilevskij e vennero divise in tre gruppi di armate: a ovest il gruppo del maresciallo Rodion Jakovlevič Malinovskij, affiancato dall'esercito della Mongolia Esterna, con il compito di sfondare le linee giapponesi ai lati del lago Dalai-Nor e successivamente di valicare la catena montuosa del Grande Khingan per poi ridiscendere e avanzare nella pianura mancese con obiettivo le città di Harbin e Hsinking; sulla frontiera di nord-est erano schierate le forze del 2º fronte dell'estremo oriente, comandate dal generale Maksim Purkaev, appoggiate dalla flotta fluviale dell'Amur, con il duplice compito di oltrepassare i fiumi Amur e Ussuri per congiungersi con le truppe di Malinovskij a Harbin e di occupare il lato meridionale dell'isola di Sachalin per poi sbarcare nell'arcipelago delle isole Curili; il terzo gruppo, comandato dal maresciallo Kirill Afanas'evič Mereckov, aveva il compito di convergere da nord-est su Harbin e Hsinking. Le forze di terra erano appoggiate dalla Flotta del Pacifico, comandata dall'ammiraglio Ivan Stepanovič Jumašev, con l'ulteriore incarico di sbarcare truppe nei porti della Corea del Nord.

## L'attacco
L'8 agosto i sovietici incominciarono l'offensiva senza incontrare significativa resistenza e senza preparazione di artiglieria; il 7º Corpo meccanizzato e il 5º Corpo meccanizzato della Guardia penetrarono direttamente in Manciuria con una velocità che raggiunse punte di 40 chilometri all'ora. Le truppe sovietiche soffrirono per il clima torrido e le difficoltà nei rifornimenti; già dall'11 agosto mancò il carburante e occorsero 1 755 voli per rifornire le colonne. La 36ª Armata riprese l'avanzata raggiungendo il 18 agosto Hailar e facendola capitolare il giorno stesso.

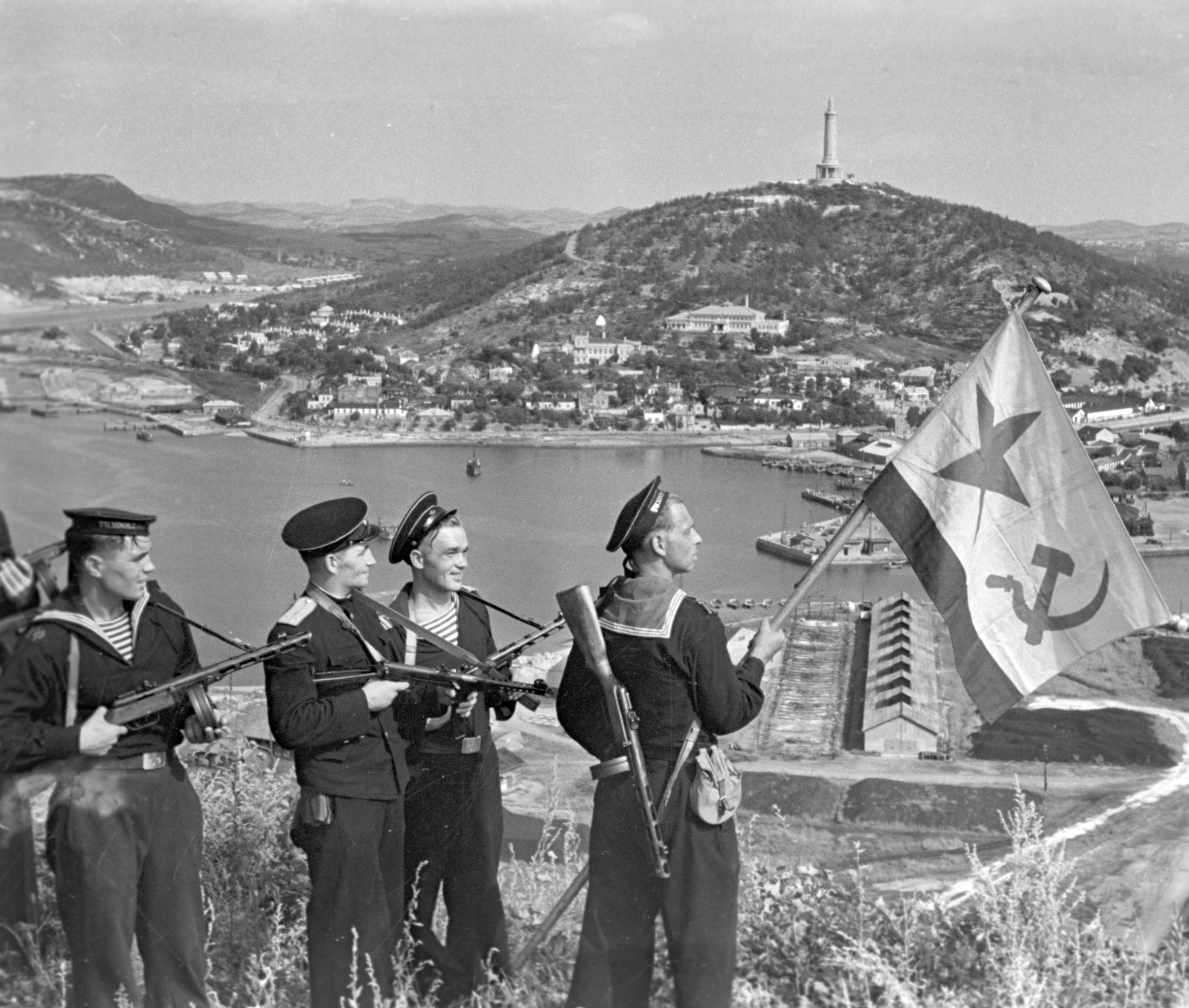
Marinai sovietici della Flotta del Pacifico dopo la conquista di Port Arthur

La 39ª Armata lottò contro unità giapponesi della 107ª Divisione a Wangyehmiao, che cadde solo il 21, non essendo a conoscenza della resa del Giappone. Alcuni gruppi giapponesi continuarono a opporre resistenza in quella zona, e sebbene il 24 agosto 7 850 soldati si arresero, la resistenza durò isolatamente fino al 30 agosto. Dal 24 al 29 agosto la 9ª Armata carri occupò Shenyang (nota un tempo come Mukden, dove il 34º Reggimento carri giapponese si arrese senza combattere) e Dalian (nota anche col nome giapponese di Dairen e con quello inglese di Porth Arthur) dopo aver percorso 1 120 chilometri ed essere stata fermata soltanto dalla mancanza di carburante.
Sul 1º fronte dell'Estremo Oriente parecchie città furono occupate nei primi due giorni e altre caddero nei giorni seguenti. Linkou nella provincia del Heilongjiang resistette dall'11 al 14 agosto, ma infine dovette capitolare. Fu-achin resistette dal 17 al 25 agosto e il generale Purkaev dovette impegnarsi a fondo per conquistarla. Mentre sul fronte occidentale la 2ª Armata sovietica avanzava celermente, il maresciallo Vasilevskij decise di occupare l'isola di Sachalin. I sovietici sbarcarono l'11 agosto, ma cozzarono contro un'accanita resistenza da parte dei 20 000 difensori giapponesi. La conquista dell'isola fu solo parziale e fu completata soltanto con la comunicazione della capitolazione.
Il 18 agosto, tre giorni dopo la resa del Giappone, le truppe sovietiche invasero anche le isole Curili, conquistandole a una a una. In questa guerra di soli venticinque giorni, secondo le stime sovietiche, l'Armata Rossa subì 11 120 morti e 911 dispersi, consumando 361 079 proiettili e 1 023 697 pallottole. Riguardo alle perdite giapponesi, le valutazioni sono discordi: i sovietici stimarono 83 736 perdite, oltre a 594 000 prigionieri, mentre le stime giapponesi parlano di soli 21 000 morti.